# 迪氏南鰍
迪氏南鰍（學名：Schistura deansmarti）為輻鰭魚綱鯉形目條鰍科南鰍屬的其中一種。被IUCN列為易危保育類動物，分布於亞洲泰國Tham Phra Sai Ngam 洞穴流域，本魚體延長，具觸鬚3對，口亞下位，體色白色略帶桃色，無斑紋，眼睛退化僅剩1黑點，魚鰭透明，尾鰭叉形，體長可達10.5公分，棲息在洞穴底層水域，生活習性不明。

## 扩展阅读
維基物種上的相關：迪氏南鰍